# 下岩橋
下岩橋（しもいわはし）は、千葉県印旛郡酒々井町の大字。郵便番号285-0907。

## 地理
北は成田市宗吾、北西は成田市公津の杜、東は成田市飯仲、南東は伊藤、南から西は柏木、北西は成田市下方に隣接している。

## 歴史
江戸期は下岩橋村であり、下総国印旛郡のうち。佐倉藩領。「旧高旧領」などではほかに大仏頂寺領10石が見える。村高は、「元禄郷帳」291石余、「天保郷帳」「旧高旧領」ともに292石余。寛永8年印東之庄下岩橋村御縄打水帳によれば、反別多24町余・畑7町3反余・屋敷地4反余。また、延宝6年田畑屋敷道辻差上帳によれば、家数26・人数155、馬21、年貢は佐倉御蔵に納め、小物成として山銭京3貫538文・茶代京12文・栗代京104文・千石夫・御鷹餌犬代のほか、草藁・糠・縄を納めている（区有文書/酒々井町史史料集1）。成田街道酒々井宿の助郷村。佐倉牧捕馬の際、酒々井野馬御払場に水夫人足を差出した。神社は八社神社、寺院は真言宗大仏頂寺。明治6年千葉県に所属。明治22年酒々井町の大字となる。

### 年表
- 1873年（明治6年） - 千葉県に所属。
- 1889年（明治22年）4月1日 - 酒々井町下岩橋になる。
  - 町村制施行し、酒々井町、下台村、馬橋村、墨村、飯積村、尾上村、中川村、上岩橋村、伊篠村、伊篠新田、篠山新田、今倉新田、下岩橋村、柏木村、本佐倉村、本佐倉町が合併し印旛郡酒々井町が発足。

## 世帯数と人口
2017年（平成29年）11月1日現在の世帯数と人口は以下の通りである。
| 大字   | 世帯数  | 人口  |
| ------ | ------- | ----- |
| 下岩橋 | 361世帯 | 685人 |

## 小・中学校の学区
町立小・中学校に通う場合、学区は以下の通りとなる。
| 番地 | 小学校                 | 中学校                 |
| ---- | ---------------------- | ---------------------- |
| 全域 | 酒々井町立酒々井小学校 | 酒々井町立酒々井中学校 |

## 施設
- 下岩橋青年館
- 京成電鉄鉄道本部車両部車両管理所
- 大佛頂寺

## 交通
- 京成本線
  - 宗吾参道駅

### 道路
- 都道府県道
  - 千葉県道137号宗吾酒々井線